# Epitome Iuliani
Die Epitome Iuliani (gelegentlich auch genannt: Epitome Juliani (constitutiones novellae Justiniani de graeco in Latinum translate per Julianum, virum eloquentissimum, antecessorem civitatis Constantinopolitanae) oder Juliani epitome latina Novellarum Justiniani) ist eine spätantike Privatrechtssammlung des Kaisers Justinian aus dem Jahr 556 n. Chr.
Die Rechtsauswahl enthält 124 Nachtragsgesetze aus den Novellae Justinians, diese Bestandteil des später so genannten Corpus iuris civilis. Autor ist ein gewisser Julian, der an den Rechtsschulen von Beirut und Konstantinopel als Rechtslehrer (antecessor) tätig war. Dort hielt er Novellenkurse ab und schuf einen Index, der der Einweisung in fremdsprachige Texte diente.

## Geschichte
Verwendet ursprünglich im weströmischen Rechtsbetrieb, wurde die Epitome auch zum Grundlagenwerk für den byzantinischen Rechtsunterricht. Die rechtshistorische Forschung geht davon aus, dass die von Justinian im Jahr 534 promulgierten Gesetze schriftlichen Niederschlag erstmals in der Epitome fanden. Es wird außerdem angenommen, dass die etwas umfangreichere, ansonsten aber in weiten Teilen gleichlautende Sammlung des Authenticum im selben Jahr erschien.
Das Werk wird Julian, einem griechischen Muttersprachler und Rechtslehrer (antecessor) zugeschrieben. Julian war zunächst im Lehrbetrieb in Beirut tätig, später auch in Konstantinopel. Er hatte sich als Verfasser von rechtlichen Gesamtdarstellungen (summae) und Brevieren (epitomae) einen Namen gemacht. Vermutet wird, dass er im Studienjahr 556/557 in der byzantinischen Hauptstadt einen auf der Epitome aufgebauten Novellenkurs in der lateinischen Muttersprache des Kaisers abhielt, der lateinischsprachigen Studenten galt. Um die Studenten in nicht-lateinische Unterrichtstexte einweisen zu können, hatte er einen Novellenindex (novellarum; „Kapitelverzeichnis“) zur Verfügung gestellt. Das Kapitelverzeichnis ist erhalten gebliebenen. Es findet sich in sechs der sieben ältesten erhaltenen Handschriften Julians.
In den nachfolgenden Jahrzehnten wurde die Epitome Iuliani im weströmischen Stil mehrfach kommentiert und es entstanden  Repertorien, so die Constitutiones de rebus ecclesiasticis, die Capitula ex lege Iustiniana oder die Novellensumme De ordine ecclesiastico. Zumeist gründen sie auf Exzerpten aus der artikelgegenständlichen Handschrift. Weitere römisch-rechtliche Texte enthalten die Kompilationen der Regulae ecclesiasticae, der Collectio in V libris und der Collectio in IX libris.

## Verbreitung
Die Epitome sind als lateinische Kurzfassung der Novellen Justinians, die auch den Kern der gaudenzischen Sammlung bilden, in der Provence, ungefähr im 7. Jahrhundert bezeugt, fünfmal gar in Gallien im 9. Jahrhundert und vielfach in Italien.

## Ausgaben
- Gustav Hänel (Hrsg.): Iuliani Epitome Latina Novellarum Iustiniani. Hinrichs, Leipzig 1873. Digitalisat